# Poniwiec (potok)
Poniwiec – potok w Beskidzie Śląskim, lewobrzeżny dopływ Wisły o długości 4,04 km i powierzchni zlewni 4,83 km². Cały bieg i cały obszar zlewni znajdują się w granicach miasta Ustroń.
Początek potokowi dają dwa źródła znajdujące się na wysokościach 735 i 804 m n.p.m. pod grzbietem łączącym Małą i Wielką Czantorię. Oba cieki spływają ku północnemu wschodowi, łącząc się na wysokości ok. 590 m n.p.m., tuż poniżej zespołu zabudowań ośrodka narciarskiego. Po połączeniu ciek płynie dalej w kierunku północno-wschodnim – ten jego odcinek znany jest też pod nazwami (wszystkie l. mn.): Roztoki, Rostoki lub Rastoki. Niżej, na wysokości ok. 440 m n.p.m., Poniwiec przyjmuje swój jedyny znaczący dopływ, prawobrzeżny potok Gronik (czasem też jako Groniki lub Górnik), wypływający na północ od szczytu Wielkiej Czantorii. Kontynuując bieg ku północnemu wschodowi wypływa na teren doliny Wisły. Tu krzyżuje się bezkolizyjnie z korytem Młynówki Ustrońskiej i na wysokości 371 m n.p.m. wpada do Wisły.
W dolinie Poniwca i u jej wylotu leżą zabudowania dzielnicy Ustronia – Poniwca.
W górnej części dość głębokiej dolinki potoku Roztoki znajduje się ośrodek narciarski „Poniwiec Mała Czantoria” z koleją krzesełkową wychodzącą na główny grzbiet Pasma Czantorii, na siodło między Wielką a Małą Czantorią. Przy dolnej stacji wyciągu znajduje się hotel wraz ze SPA. Doliną Poniwca biegną częściowo znaki niebieskie szlaku turystycznego z Ustronia na Wielką Czantorię.
Nazwa oznacza potok płynący „po niwie”, czyli po polu.